# Conservation Letters
Conservation Letters (Conserv Lett) ist eine begutachtete, internationale Fachzeitschrift für Naturschutzbiologie, die nach dem Open-Access-Modell veröffentlicht wird.
Herausgeber ist die Society for Conservation Biology (dt.: Gesellschaft für Naturschutzbiologie). Die Zeitschrift wurde 2008 gegründet mit dem Ziel sowohl aktuelle Forschung eine Plattform zu bieten, wie Expertisen zu angewandten Themen Politikern und Praktikern zur Verfügung zu stellen.
Der Impact Factor beträgt 8,1 und sie belegt Platz 16 von 706 Fachzeitschriften.